# Galatasaray Istanbul/Saison 1999/2000
Die Saison 1999/2000 von Galatasaray Istanbul war die 92. Saison in der Vereinsgeschichte und die 42. Saison in der türkischen Liga, der 1. Lig. Der Klub beendete die Saison zum vierten Mal in Folge auf dem 1. Platz und wurde zum 14 Mal türkischer Meister. Die Türkiye Kupası gewann Galatasaray Istanbul zum 13 Mal. In der UEFA Champions League schieden die Gelb-Roten in der Gruppenphase aus und durften als Gruppendritte am UEFA-Pokal teilnehmen, welchen die Mannschaft im Finale gegen den FC Arsenal gewann.

## Personalien

### Kader
| Nat.               | Name                | Geburtsdatum  | im Verein seit | vorheriger Verein     |
| Torhüter           | Torhüter            | Torhüter      | Torhüter       | Torhüter              |
| ------------------ | ------------------- | ------------- | -------------- | --------------------- |
| Turkei             | Mehmet Bölükbaşı    | 24. Aug. 1978 | 1998           | Kayserispor           |
| Turkei             | Kerem İnan          | 25. März 1980 | 1998           | eigene Jugend         |
| Brasilien Italien  | Cláudio Taffarel    | 8. Mai 1966   | 1998           | Atlético Mineiro      |
| Abwehr             |                     |               |                |                       |
| Turkei             | Fatih Akyel         | 26. Dez. 1977 | 1997           | Bakırköyspor          |
| Turkei             | Gündüz Gürol Azer   | 4. Feb. 1980  | 1999           | eigene Jugend         |
| Brasilien          | Capone              | 23. Mai 1972  | 1999           | EC Juventude          |
| Turkei             | Emrah Eren          | 13. Nov. 1978 | 1999           | Adanaspor             |
| Turkei             | Vedat İnceefe       | 1. Apr. 1974  | 1996           | Karabükspor           |
| Turkei             | Bülent Korkmaz      | 24. Nov. 1968 | 1987           | eigene Jugend         |
| Turkei             | Ergün Penbe         | 17. Mai 1972  | 1993           | Gençlerbirliği Ankara |
| Rumänien           | Gheorghe Popescu    | 9. Okt. 1967  | 1997           | FC Barcelona          |
| Turkei             | Alper Tezcan        | 5. Aug. 1971  | 1998           | eigene Jugend         |
| Turkei             | Hakan Ünsal         | 14. Mai 1973  | 1994           | Kardemir Karabükspor  |
| Mittelfeld         |                     |               |                |                       |
| Turkei             | Emre Belözoğlu      | 7. Sep. 1980  | 1997           | eigene Jugend         |
| Turkei             | Okan Buruk          | 19. Okt. 1973 | 1991           | eigene Jugend         |
| Turkei             | Ümit Davala         | 30. Juli 1973 | 1996           | İstanbulspor          |
| Rumänien           | Gheorghe Hagi       | 5. Feb. 1965  | 1996           | FC Barcelona          |
| Turkei             | Suat Kaya           | 26. Aug. 1967 | 1992           | Konyaspor             |
| Turkei             | Ceyhun Müderrisoğlu | 20. Nov. 1981 | 1998           | eigene Jugend         |
| Turkei             | Hasan Şaş           | 1. Aug. 1976  | 1998           | MKE Ankaragücü        |
| Turkei             | Sergen Yalçın a.    | 5. Nov. 1972  | 1999           | İstanbulspor          |
| Turkei             | Ahmet Yıldırım      | 25. Feb. 1974 | 1999           | İstanbulspor          |
| Angriff            |                     |               |                |                       |
| Turkei             | Arif Erdem          | 2. Jan. 1972  | 1991           | Zeytinburnuspor U21   |
| Brasilien          | Márcio Mixirica     | 23. Jan. 1975 | 1999           | Bursaspor             |
| Turkei             | Hakan Şükür         | 1. Sep. 1971  | 1992           | Bursaspor             |
| Turkei             | Rasim Vardar        | 2. Sep. 1979  | 2000           | eigene Jugend         |
| Turkei Deutschland | Mehmet Yozgatlı a.  | 9. Jan. 1979  | 1999           | Adanaspor             |

#### Transfers
| Zugänge | Abgänge |
| --- | --- |
| Sommer 1999 - Saffet Akyüz (İstanbulspor) - Capone (EC Juventude) - Emrah Eren (Adanaspor) - Gündüz Gürol Azer (eigene Jugend) - Márcio Mixirica (Portuguesa) - Bruno Quadros (Flamengo Rio de Janeiro) - Ahmet Yıldırım (İstanbulspor) - Mehmet Yozgatlı (Adanaspor) a. Winter 1999/2000 - Rasim Vardar (eigene Jugend) - Sergen Yalçın (Siirtspor) a. | Sommer 1999 - Burak Akdiş (Göztepe Izmir) a. - Fatih Çerçi (Kartal Belediyespor) - Adnan İlgin (Bursaspor) - Tolunay Kafkas (Bursaspor) a. - Gökmen Kore (FC Zbrojovka Brünn) - Murat Özünal (Aydınspor) - İsmail Şenyüz (Kartal Belediyespor) - Ufuk Talay (Bursaspor) a. - Orkun Uşak (Bakırköyspor) a. Winter 1999/2000 - Saffet Akyüz (MKE Ankaragücü) a. - Osman Coşkun (MKE Ankaragücü) a. - Ceyhun Eriş (Siirtspor) - Mehmet Gönülaçar (Yozgatspor) a. - Vedat İnceefe (İstanbulspor) a. - Tugay Kerimoğlu (Glasgow Rangers) - Bruno Quadros (İstanbulspor) |

## Spielkleidung
| Heim | Auswärts | Ausweich |

- Ausrüster: Adidas
- Trikotsponsor: Marshall boya

## Saison
Alle Ergebnisse aus Sicht von Galatasaray Istanbul.
Die Tabelle listet alle 1.-Lig-Spiele des Vereins der Saison 1999/2000 auf. Siege sind grün, Unentschieden gelb und Niederlagen rot markiert.

### 1. Lig
| ST | Datum              | Gegner                | Ort                              | Ergebnis  | Tor(e) für Galatasaray Istanbul | Karte(n) für Galatasaray Istanbul                                 |
| -- | ------------------ | --------------------- | -------------------------------- | --------- | --- | ----------------------------------------------------------------- |
| 01 | 6. August 1999     | Gaziantepspor         | Ali Sami Yen Stadyumu, Istanbul  | 1:2 (1:1) | 1:0 Hagi (10.) | Hagi (8.), Belözoğlu (58.), Ünsal (67.)                           |
| 02 | 15. August 1999    | Trabzonspor           | Hüseyin Avni Aker Stadı, Trabzon | 2:1 (2:1) | 1:0 Belözoğlu (15.), 2:0 Hagi (31.) | Erdem (28.), Popescu (44.)                                        |
| 03 | 11. September 1999 | MKE Ankaragücü        | Ali Sami Yen Stadyumu, Istanbul  | 5:0 (3:0) | 1:0 Hagi (10.), 2:0 Hagi (13.), 3:0 Capone (34.), 4:0 Erdem (65.), 5:0 Márcio Mixirica (83.)                                              | Kerimoğlu (64.), Erdem (64.), Márcio Mixirica (79.)               |
| 04 | 17. September 1999 | Adanaspor             | 5 Ocak Stadı, Adana              | 4:3 (2:1) | 1:0 Kerimoğlu (6.), 2:1 Şükür (36.), 3:3 Yıldırım (68.), 4:3 Şükür (87.)                                                                  | Kerimoğlu (61.)                                                   |
| 05 | 24. September 1999 | Samsunspor            | 19 Mayıs Stadı, Samsun           | 1:0 (0:0) | 1:0 Hagi (66.) | Kaya (38.), Davala (73.)                                          |
| 06 | 15. Oktober 1999   | Antalyaspor           | Ali Sami Yen Stadyumu, Istanbul  | 2:0 (1:0) | 1:0 Erdem (8.), 2:0 Capone (75.) | Belözoğlu (21.), Erdem (38.), Kerimoğlu (40.)                     |
| 07 | 22. Oktober 1999   | Bursaspor             | Atatürk Stadı, Bursa             | 0:0       | keine | Márcio Mixirica (58.), Yıldırım (63.), Belözoğlu (82.)            |
| 08 | 29. Oktober 1999   | Göztepe Izmir         | Ali Sami Yen Stadyumu, Istanbul  | 2:0 (1:0) | 1:0 Popescu (5. Handelfmeter), 2:0 Şükür (48.)                                                                                            | Şükür (50.), Popescu (63.)                                        |
| 09 | 28. November 1999  | Erzurumspor           | Ali Sami Yen Stadyumu, Istanbul  | 4:1 (1:0) | 1:0 Buruk (42.), 2:0 Buruk (58.), 3:0 Belözoğlu (69.), 4:0 Şükür (71. Foulelfmeter)                                                       | Yıldırım (16.), Kerimoğlu (83.), Capone (25.)                     |
| 10 | 3. Dezember 1999   | Gençlerbirliği Ankara | 19 Mayıs Stadı, Ankara           | 1:1 (1:0) | 1:0 Şükür (12.) | keine                                                             |
| 11 | 12. Dezember 1999  | Beşiktaş Istanbul     | Ali Sami Yen Stadyumu, Istanbul  | 1:0 (1:0) | 1:0 Buruk (28.) | Buruk (19.), Davala (78.)                                         |
| 12 | 18. Dezember 1999  | Denizlispor           | Atatürk Stadı, Denizli           | 4:2 (2:1) | 1:0 Buruk (12.), 2:1 Márcio Mixirica (23.), 3:1 Şaş (63.), 4:2 Belözoğlu (81.)                                                            | Davala (56.), Kerimoğlu (76.), Márcio Mixirica (78.)              |
| 13 | 22. Dezember 1999  | Fenerbahçe Istanbul   | Şükrü Saracoğlu Stadı, Istanbul  | 2:1 (2:0) | 1:0 Şaş (20.), 2:0 Márcio Mixirica (30.)                                                                                                  | Akyel (23.), Márcio Mixirica (38.), Capone (75.), Belözoğlu (78.) |
| 14 | 26. Dezember 1999  | Vanspor               | Ali Sami Yen Stadyumu, Istanbul  | 2:1 (1:1) | 1:0 Buruk (34.), 2:1 Erdem (58.) | keine                                                             |
| 15 | 9. Januar 2000     | Kocaelispor           | İsmetpaşa Stadyumu, İzmit        | 2:1 (1:0) | 1:0 Hagi (35.), 2:0 Buruk (66.) | Capone (8.), Buruk (52.), Yalçın (90.)                            |
| 16 | 15. Januar 2000    | Altay Izmir           | Ali Sami Yen Stadyumu, Istanbul  | 3:1 (1:0) | 1:0 Hagi (4.), 2:0 Capone (57.), 3:1 Belözoğlu (80.)                                                                                      | Belözoğlu (61.)                                                   |
| 17 | 23. Januar 2000    | İstanbulspor          | Bayrampaşa Stadı, Istanbul       | 0:0       | keine | Kaya (32.), Hagi (38.), Şaş (54.), Capone (86.)                   |
| 18 | 30. Januar 2000    | Gaziantepspor         | Kamil Ocak Stadı, Gaziantep      | 1:0 (1:0) | 1:0 Şükür (44.) | Korkmaz (9.), Şaş (65.)                                           |
| 19 | 6. Februar 2000    | Trabzonspor           | Ali Sami Yen Stadyumu, Istanbul  | 2:0 (1:0) | 1:0 Buruk (44.), 2:0 Şükür (49.) | Belözoğlu (62.), Yalçın (70.)                                     |
| 20 | 13. Februar 2000   | MKE Ankaragücü        | 19 Mayıs Stadı, Ankara           | 2:0 (1:0) | 1:0 Hagi (32.), 2:0 Çelik (52. Eigentor)                                                                                                  | keine                                                             |
| 21 | 20. Februar 2000   | Adanaspor             | Ali Sami Yen Stadyumu, Istanbul  | 4:0 (1:0) | 1:0 Şükür (29.), 2:0 Popescu (52.), 3:0 Şükür (56.), 4:0 Erdem (75.)                                                                      | Şaş (46.)                                                         |
| 22 | 25. Februar 2000   | Samsunspor            | Ali Sami Yen Stadyumu, Istanbul  | 3:1 (2:0) | 1:0 Şükür (23.), 2:0 Yalçın (37.), 3:0 Kaya (70.)                                                                                         | keine                                                             |
| 23 | 5. März 2000       | Antalyaspor           | Atatürk Stadı, Antalya           | 3:1 (3:1) | 1:0 Şükür (22.), 2:0 Erdem (33.), 3:1 Erdem (45.)                                                                                         | Kaya (9.)                                                         |
| 24 | 12. März 2000      | Bursaspor             | Ali Sami Yen Stadyumu, Istanbul  | 6:0 (4:0) | 1:0 Márcio Mixirica (10.), 2:0 Şükür (20. Foulelfmeter), 3:0 Yalçın (36.), 4:0 Márcio Mixirica (41.), 5:0 Penbe (72.), 6:0 Yıldırım (85.) | keine                                                             |
| 25 | 19. März 2000      | Göztepe Izmir         | Atatürk Stadı, Izmir             | 2:0 (2:0) | 1:0 Yalçın (5.), 2:0 Hagi (42.) | Belözoğlu (58.)                                                   |
| 26 | 26. März 2000      | Fenerbahçe Istanbul   | Ali Sami Yen Stadyumu, Istanbul  | 0:1 (0:0) | keine | Erdem (52.), Buruk (66.)                                          |
| 27 | 1. April 2000      | Erzurumspor           | Cemal Gürsel Stadı, Erzurum      | 0:0       | keine | Korkmaz (25.)                                                     |
| 28 | 9. April 2000      | Gençlerbirliği Ankara | Ali Sami Yen Stadyumu, Istanbul  | 6:0 (4:0) | 1:0 Özat (10.), 2:0 Şaş (23.), 3:0 Erdem (35.), 4:0 Belözoğlu (42.), 5:0 Hagi (73.), 6:0 Şükür (87.)                                      | Belözoğlu (57.)                                                   |
| 29 | 14. April 2000     | Beşiktaş Istanbul     | İnönü Stadı, Istanbul            | 1:1 (0:1) | 1:1 Halilagić (80. Eigentor) | Erdem (35.), Ünsal (89.)                                          |
| 30 | 23. April 2000     | Denizlispor           | Ali Sami Yen Stadyumu, Istanbul  | 2:2 (0:0) | 1:0 Hagi (46.), 2:2 Márcio Mixirica (90.)                                                                                                 | Popescu (30.), Buruk (35.)                                        |
| 31 | 29. April 2000     | Vanspor               | Vali Mahmut Yılbaş Stadı, Van    | 3:1 (2:0) | 1:0 Hagi (32.), 2:0 Yalçın (36.), 3:0 Márcio Mixirica (77.)                                                                               | Taffarel (32.)                                                    |
| 32 | 7. Mai 2000        | Kocaelispor           | Ali Sami Yen Stadyumu, Istanbul  | 5:0 (1:0) | 1:0 Buruk (27.), 2:0 Márcio Mixirica (50.), 3:0 Şükür (69.), 4:0 Márcio Mixirica (74.), 5:0 Ünsal (89.)                                   | Kaya (22.), Akyel (62.)                                           |
| 33 | 12. Mai 2000       | Altay Izmir           | Atatürk Stadı, Izmir             | 0:1 (0:1) | keine | Márcio Mixirica (57.), Şükür (63.), Yıldırım (71.)                |
| 34 | 21. Mai 2000       | İstanbulspor          | Ali Sami Yen Stadyumu, Istanbul  | 1:1 (0:1) | 1:1 Çetin (71. Eigentor) | Hagi (80.)                                                        |

### Türkiye Kupası
| Runde | Datum             | Gegner         | Ort                              | Ergebnis  | Tor(e) für Galatasaray Istanbul                                                                           | Karte(n) für Galatasaray Istanbul                      |
| ----- | ----------------- | -------------- | -------------------------------- | --------- | --- | ------------------------------------------------------ |
| 3R    | 15. Dezember 1999 | Ankaraspor     | Ali Sami Yen Stadyumu, Istanbul  | 5:1 (4:0) | 1:0 Korkmaz (8.), 2:0 Márcio Mixirica (16.), 3:0 Akyüz (17.), 4:0 Márcio Mixirica (33.), 5:1 Davala (82.) | Davala (19.), Belözoğlu (65.)                          |
| AF    | 19. Januar 2000   | Samsunspor     | Ali Sami Yen Stadyumu, Istanbul  | 2:1 (0:1) | 1:1 Hagi (68.), 2:1 Capone (77.)                                                                          | Kaya (13.), Popescu (42.)                              |
| VF    | 2. Februar 2000   | Trabzonspor    | Hüseyin Avni Aker Stadı, Trabzon | 2:1 (0:1) | 1:1 Yalçın (66.), 2:1 Yalçın (71.)                                                                        | Şaş (4.), Yalçın (7.), Popescu (36.), Taffarel (86.)   |
| HF    | 16. Februar 2000  | MKE Ankaragücü | 19 Mayıs Stadı, Ankara           | 2:0 (1:0) | 1:0 Buruk (32.), 2:0 Şaş (87.)                                                                            | Hagi (21.), Yalçın (41.), Davala (52.), Taffarel (75.) |

#### Finale
| Paarung              | Antalyaspor – Galatasaray Istanbul |
| Ergebnis             | 3:5 n. V. (2:2, 1:1) |
| Datum                | 3. Mai 2000 um 14:00 Uhr |
| Stadion              | Atatürk-Stadion, Diyarbakır |
| Schiedsrichter       | Metin Tokat (Batman) |
| Tore                 | 0:1 Ümit Davala (13. Erdem) 1:1 Mustafa Gürsel (40. Ulusal) 2:1 Zafer Demiray (70.) 2:2 Márcio Mixirica (72. Penbe) 3:2 Kamil Çakır (94. Demiray) 3:3 Hakan Ünsal (99. Şaş) 3:4 Mehmet Yozgatlı (112. Mixirica) 3:5 Hakan Şükür (115. Ünsal) |
| Antalyaspor          | Adnan Karahan – Burhan Saatcioğlu, Şenol Yavaş (97. ), Nuri Kamburoğlu, Dursun Karaman (65. ) – Kamil Çakır, Goscho Gintschew, Vedin Musić, Mustafa Gürsel – Zafer Demiray, Fazlı Ulusal (63. ) Ersatzbank: Cüneyt Aydoğan, Faruk Karaca, Toprak Kırtoğlu, Ahmet Sönmez (97. ), Maurizio Gaudino (65. ), Muhammet Akyaycı, Mame Adama Gueye (63. ) Cheftrainer: Metin Ünal |
| Galatasaray Istanbul | Kerem İnan – Hakan Ünsal, Gheorghe Popescu (95. ), Capone, Ümit Davala – Ahmet Yıldırım, Okan Buruk, Gheorghe Hagi (80. ), Ergün Penbe – Arif Erdem (46. ), Hakan Şükür Ersatzbank: Mehmet Bölükbaşı, Fatih Akyel, Emrah Eren, Eyüp Kaymakçı, Hasan Şaş (80. ), Mehmet Yozgatlı (95. ), Márcio Mixirica (46. ) Cheftrainer: Fatih Terim                                    |
| Gelbe Karten         | Kamil Çakır (58.), Mustafa Gürsel (72.) – Márcio Mixirica (73.), Gheorghe Hagi (74.) |

### UEFA Champions League
| Runde        | Datum              | Gegner        | Ort                              | Ergebnis  | Tor(e) für Galatasaray Istanbul                                       | Karte(n) für Galatasaray Istanbul        |
| ------------ | ------------------ | ------------- | -------------------------------- | --------- | --------------------------------------------------------------------- | ---------------------------------------- |
| 3Q-Hinspiel  | 11. August 1999    | SK Rapid Wien | Ernst-Happel-Stadion, Wien       | 3:0 (2:0) | 1:0 Ünsal (34.), 2:0 Akyel (38.), 3:0 Hagi (90.+1')                   | Belözoğlu (32.), Kaya (53.), Buruk (62.) |
| 3Q-Rückspiel | 25. August 1999    | SK Rapid Wien | Ali Sami Yen Stadyumu, Istanbul  | 1:0 (0:0) | 1:0 Buruk (52.)                                                       | Ünsal (5.), Kaya (20.)                   |
| GR           | 15. September 1999 | Hertha BSC    | Ali Sami Yen Stadyumu, Istanbul  | 2:2 (1:2) | 1:2 Şükür (23.), 2:2 Hagi (86.)                                       | Ünsal (35.) Buruk (41.), Davala (84.)    |
| GR           | 21. September 1999 | AC Mailand    | Giuseppe-Meazza-Stadion, Mailand | 1:2 (0:2) | 1:2 Davala (50.)                                                      | Davala (35.)                             |
| GR           | 28. September 1999 | FC Chelsea    | Stamford Bridge, London          | 0:1 (0:0) | keine                                                                 | Taffarel (31.)                           |
| GR           | 20. Oktober 1999   | FC Chelsea    | Ali Sami Yen Stadyumu, Istanbul  | 0:5 (0:1) | keine                                                                 | Şükür (64.), Davala (75.), Ünsal (90.)   |
| GR           | 26. Oktober 1999   | Hertha BSC    | Olympiastadion, Berlin           | 4:1 (0:1) | 1:1 Şükür (48), 2:1 Şükür (66.), 3:1 Kerimoğlu (81.), 4:1 Buruk (90.) | Kaya (8.) Şaş (71.), Belözoğlu (73.)     |
| GR           | 3. November 1999   | AC Mailand    | Ali Sami Yen Stadyumu, Istanbul  | 3:2 (1:1) | 1:1 Capone (27.), 2:2 Şükür (87.), 3:2 Davala (90. Elfmeter)          | Buruk (22.)                              |

### UEFA-Pokal

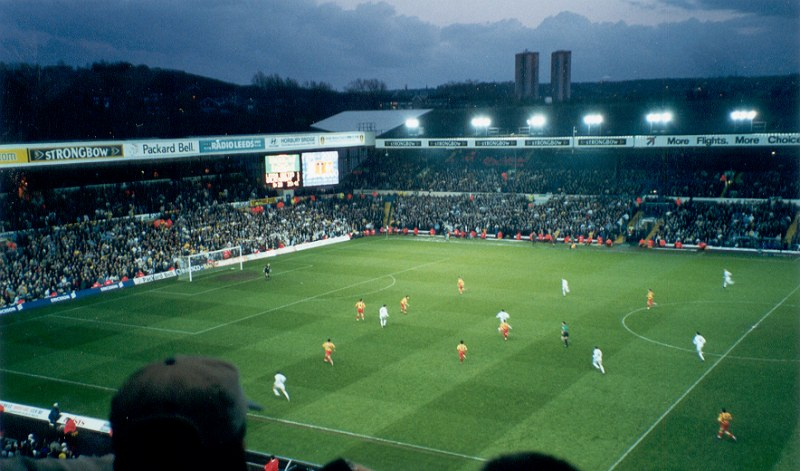
Halbfinale-Rückspiel zwischen Leeds United und Galatasaray Istanbul im Elland Road.

| Runde        | Datum             | Gegner            | Ort                             | Ergebnis  | Tor(e) für Galatasaray Istanbul                                        | Karte(n) für Galatasaray Istanbul           |
| ------------ | ----------------- | ----------------- | ------------------------------- | --------- | ---------------------------------------------------------------------- | ------------------------------------------- |
| 3R-Hinspiel  | 23. November 1999 | FC Bologna        | Stadio Renato Dall’Ara, Bologna | 1:1 (0:0) | 1:1 Şükür (81.)                                                        | Capone (12.), Kaya (28.)                    |
| 3R-Rückspiel | 9. Dezember 1999  | FC Bologna        | Ali Sami Yen Stadyumu, Istanbul | 2:1 (2:1) | 1:0 Şaş (5.), 2:1 Davala (30.)                                         | Şaş (45.), Buruk (72.)                      |
| AF-Hinspiel  | 2. März 2000      | Borussia Dortmund | Westfalenstadion, Dortmund      | 2:0 (2:0) | 1:0 Şükür (33.), 2:0 Hagi (45.)                                        | Buruk (39.), Davala (41.)                   |
| AF-Rückspiel | 9. März 2000      | Borussia Dortmund | Ali Sami Yen Stadyumu, Istanbul | 0:0       | keine                                                                  | Penbe (27.)                                 |
| VF-Hinspiel  | 16. März 2000     | RCD Mallorca      | Estadi de Son Moix, Palma       | 4:1 (1:0) | 1:0 Erdem (44.), 2:0 Belözoğlu (48.), 3:0 Şükür (59.), 4:0 Buruk (65.) | Şükür (25.), Kaya (26.), Belözoğlu (70.)    |
| VF-Rückspiel | 23. März 2000     | RCD Mallorca      | Ali Sami Yen Stadyumu, Istanbul | 2:1 (1:0) | 1:0 Capone (33.), 2:0 Şükür (46.)                                      | keine                                       |
| HF-Hinspiel  | 6. April 2000     | Leeds United      | Ali Sami Yen Stadyumu, Istanbul | 2:0 (2:0) | 1:0 Şükür (9.), 2:0 Capone (44.)                                       | keine                                       |
| HF-Rückspiel | 20. April 2000    | Leeds United      | Elland Road, Leeds              | 2:2 (2:1) | 1:0 Hagi (5. Foulelfmeter), 2:1 Şükür (43.)                            | Belözoğlu (45.), Taffarel (75.), Kaya (77.) |

#### Finale
| Galatasaray Istanbul                                       | Galatasaray Istanbul | FC Arsenal | FC Arsenal | Aufstellung                                       |
| ---------------------------------------------------------- | --- | --- | ---------- | ------------------------------------------------- |
| Galatasaray Istanbul                                       | \| Finale \| \| Mittwoch, 17. Mai 2000 um 20:45 Uhr in Kopenhagen (Parken) \| \| Ergebnis: 0:0 n. V., 4:1 i. E. \| \| Zuschauer: 38.919 \| \| Schiedsrichter: Antonio López Nieto ( Spanien) \| \| Spielbericht \| | \| Finale \| \| Mittwoch, 17. Mai 2000 um 20:45 Uhr in Kopenhagen (Parken) \| \| Ergebnis: 0:0 n. V., 4:1 i. E. \| \| Zuschauer: 38.919 \| \| Schiedsrichter: Antonio López Nieto ( Spanien) \| \| Spielbericht \| | FC Arsenal | Aufstellung Galatasaray Istanbul gegen FC Arsenal |
| Galatasaray Istanbul                                       | Cláudio Taffarel – Ergün Penbe, Bülent Korkmaz , Gheorghe Popescu, Capone – Gheorghe Hagi, Suat Kaya (95. ), Ümit Davala, Okan Buruk (84. ) – Hakan Şükür, Arif Erdem (95. ) Ersatzbank: Kerem İnan, Hakan Ünsal (84. ), Fatih Akyel, Ahmet Yıldırım (95. ), Hasan Şaş (95. ), Mehmet Yozgatlı, Márcio Mixirica Cheftrainer: Fatih Terim | David Seaman – Sylvinho, Tony Adams , Martin Keown, Lee Dixon – Patrick Vieira, Emmanuel Petit, Ray Parlour – Marc Overmars (115. ), Dennis Bergkamp (75. ), Thierry Henry Ersatzbank: John Lukic, Stefan Malz, Nigel Winterburn, Oleh Luschnyj, Gilles Grimandi, Nwankwo Kanu (75. ), Davor Šuker (115. ) Cheftrainer: Arsène Wenger ( Frankreich) | FC Arsenal | Aufstellung Galatasaray Istanbul gegen FC Arsenal |
| Galatasaray Istanbul                                       | Elfmeterschießen | | FC Arsenal | Aufstellung Galatasaray Istanbul gegen FC Arsenal |
| Galatasaray Istanbul                                       | 1:0 Ergün Penbe 2:0 Hakan Şükür 3:1 Ümit Davala 4:1 Gheorghe Popescu | Davor Šuker trifft den Pfosten 2:1 Ray Parlour Patrick Vieira trifft die Latte | FC Arsenal | Aufstellung Galatasaray Istanbul gegen FC Arsenal |
| Galatasaray Istanbul                                       | Buruk (12.), Korkmaz (18.), Erdem (48.) Popescu (63.), Capone (71.), Şaş (119.) | Vieira (23.), Keown (40.), Adams (94.) | FC Arsenal | Aufstellung Galatasaray Istanbul gegen FC Arsenal |
| Galatasaray Istanbul                                       | Hagi (94., Tätlichkeit) | | FC Arsenal | Aufstellung Galatasaray Istanbul gegen FC Arsenal |
| Finale                                                     | | |            |                                                   |
| Mittwoch, 17. Mai 2000 um 20:45 Uhr in Kopenhagen (Parken) | | |            |                                                   |
| Ergebnis: 0:0 n. V., 4:1 i. E.                             | | |            |                                                   |
| Zuschauer: 38.919                                          | | |            |                                                   |
| Schiedsrichter: Antonio López Nieto ( Spanien)             | | |            |                                                   |
| Spielbericht                                               | | |            |                                                   |

### TSYD Kupası
| Datum         | Gegner              | Ort                             | Ergebnis  | Tor(e) für Galatasaray Istanbul | Karte(n) für Galatasaray Istanbul                     |
| ------------- | ------------------- | ------------------------------- | --------- | ------------------------------- | ----------------------------------------------------- |
| 22. Juli 1999 | Beşiktaş Istanbul   | Ali Sami Yen Stadyumu, Istanbul | 1:0 (0:0) | 1:0 Ünsal (87.)                 | Kerimoğlu (40.), Popescu (44.), Kerimoğlu (72.)       |
| 24. Juli 1999 | Fenerbahçe Istanbul | Şükrü Saracoğlu Stadı, Istanbul | 1:1 (1:0) | 1:0 Hagi (3.)                   | Belözoğlu (24.), Buruk (63.), Hagi (67.), Akyel (89.) |

## Statistiken

### Teamstatistik
| Wettbewerb            | Punkte | daheim | daheim | daheim | daheim | daheim | auswärts | auswärts | auswärts | auswärts | auswärts | Gesamt | Gesamt | Gesamt | Gesamt | Gesamt | Tordifferenz |
| Wettbewerb            | Punkte | Sp     | S      | U      | N      | TV     | Sp       | S        | U        | N        | TV       | Sp     | S      | U      | N      | TV     | Tordifferenz |
| --------------------- | ------ | ------ | ------ | ------ | ------ | ------ | -------- | -------- | -------- | -------- | -------- | ------ | ------ | ------ | ------ | ------ | ------------ |
| 1. Lig                | 79     | 17     | 13     | 2      | 2      | 49:10  | 17       | 11       | 5        | 1        | 28:13    | 34     | 24     | 7      | 3      | 77:23  | +54          |
| Türkiye Kupası        | –      | 2      | 2      | 0      | 0      | 7:2    | 3        | 3        | 0        | 0        | 9:4      | 5      | 5      | 0      | 0      | 16:6   | +10          |
| UEFA Champions League | –      | 4      | 2      | 1      | 1      | 6:9    | 4        | 2        | 0        | 2        | 8:4      | 8      | 4      | 1      | 3      | 14:13  | +1           |
| UEFA-Pokal            | –      | 4      | 3      | 1      | 0      | 6:2    | 5        | 2        | 3        | 0        | 9:4      | 9      | 5      | 4      | 0      | 15:6   | +9           |
| Gesamt                | 79     | 27     | 20     | 4      | 3      | 68:23  | 29       | 18       | 8        | 3        | 54:25    | 56     | 38     | 12     | 6      | 122:48 | +74          |

### Saisonverlauf
| Spieltag | 1  | 2 | 3 | 4 | 5 | 6 | 7 | 8 | 9 | 10 | 11 | 12 | 13 | 14 | 15 | 16 | 17 | 18 | 19 | 20 | 21 | 22 | 23 | 24 | 25 | 26 | 27 | 28 | 29 | 30 | 31 | 32 | 33 | 34 |
| -------- | -- | - | - | - | - | - | - | - | - | -- | -- | -- | -- | -- | -- | -- | -- | -- | -- | -- | -- | -- | -- | -- | -- | -- | -- | -- | -- | -- | -- | -- | -- | -- |
| Spielort | H  | A | H | A | A | H | A | H | A | H  | A  | H  | A  | H  | A  | H  | A  | A  | H  | A  | H  | H  | A  | H  | A  | H  | A  | H  | A  | H  | A  | H  | A  | H  |
| Resultat | N  | S | S | S | S | S | U | S | S | S  | S  | S  | S  | S  | S  | S  | U  | S  | S  | S  | S  | S  | S  | S  | S  | N  | U  | S  | U  | U  | S  | S  | N  | U  |
| Platz    | 11 | 7 | 3 | 2 | 1 | 1 | 1 | 1 | 1 | 1  | 1  | 1  | 1  | 1  | 1  | 1  | 1  | 1  | 1  | 1  | 1  | 1  | 1  | 1  | 1  | 1  | 1  | 1  | 1  | 1  | 1  | 1  | 1  | 1  |

Quelle: https://www.weltfussball.de/spielplan/tur-sueperlig-1999-2000
Legende: Spielort: H = Heim; A = Auswärts. Resultat: S = Sieg; U = Unentschieden; N = Niederlage

### Spielerstatistiken
| Spieler             | 1. Lig   | 1. Lig | 1. Lig      | 1. Lig     | Türkiye Kupası | Türkiye Kupası | Türkiye Kupası | Türkiye Kupası | UEFA Champions League / UEFA-Pokal | UEFA Champions League / UEFA-Pokal | UEFA Champions League / UEFA-Pokal | UEFA Champions League / UEFA-Pokal | TSYD Kupası | TSYD Kupası | TSYD Kupası | TSYD Kupası | Total    | Total | Total       | Total      |
| Spieler             | Einsätze | Tore   | Gelbe Karte | Rote Karte | Einsätze       | Tore           | Gelbe Karte    | Rote Karte     | Einsätze                           | Tore                               | Gelbe Karte                        | Rote Karte                         | Einsätze    | Tore        | Gelbe Karte | Rote Karte  | Einsätze | Tore  | Gelbe Karte | Rote Karte |
| ------------------- | -------- | ------ | ----------- | ---------- | -------------- | -------------- | -------------- | -------------- | ---------------------------------- | ---------------------------------- | ---------------------------------- | ---------------------------------- | ----------- | ----------- | ----------- | ----------- | -------- | ----- | ----------- | ---------- |
| Burak Akdiş         | 0        | 0      | 0           | 0          | 0              | 0              | 0              | 0              | 0                                  | 0                                  | 0                                  | 0                                  | 1           | 0           | 0           | 0           | 1        | 0     | 0           | 0          |
| Fatih Akyel         | 17       | 0      | 2           | 0          | 2              | 0              | 0              | 0              | 10                                 | 1                                  | 0                                  | 0                                  | 2           | 0           | 0           | 1           | 31       | 1     | 2           | 1          |
| Gündüz Gürol Azer   | 0        | 0      | 0           | 0          | 1              | 0              | 0              | 0              | 0                                  | 0                                  | 0                                  | 0                                  | 0           | 0           | 0           | 0           | 1        | 0     | 0           | 0          |
| Emre Belözoğlu      | 24       | 5      | 8           | 0          | 4              | 0              | 1              | 0              | 13                                 | 1                                  | 3                                  | 1                                  | 2           | 0           | 1           | 0           | 43       | 6     | 13          | 1          |
| Mehmet Bölükbaşı    | 5        | 0      | 0           | 0          | 1              | 0              | 0              | 0              | 2                                  | 0                                  | 0                                  | 0                                  | 0           | 0           | 0           | 0           | 8        | 0     | 0           | 0          |
| Okan Buruk          | 28       | 8      | 4           | 0          | 5              | 1              | 0              | 0              | 15                                 | 3                                  | 6                                  | 0                                  | 2           | 0           | 1           | 0           | 50       | 12    | 11          | 0          |
| Capone              | 25       | 3      | 2           | 2          | 4              | 1              | 0              | 0              | 17                                 | 3                                  | 2                                  | 0                                  | 0           | 0           | 0           | 0           | 46       | 7     | 4           | 2          |
| Osman Coşkun        | 1        | 0      | 0           | 0          | 0              | 0              | 0              | 0              | 0                                  | 0                                  | 0                                  | 0                                  | 0           | 0           | 0           | 0           | 1        | 0     | 0           | 0          |
| Ümit Davala         | 28       | 0      | 3           | 0          | 5              | 2              | 2              | 0              | 13                                 | 3                                  | 3                                  | 0                                  | 2           | 0           | 0           | 0           | 48       | 5     | 8           | 0          |
| Arif Erdem          | 21       | 7      | 5           | 0          | 3              | 0              | 0              | 0              | 15                                 | 1                                  | 1                                  | 0                                  | 2           | 0           | 0           | 0           | 41       | 8     | 6           | 0          |
| Emrah Eren          | 10       | 0      | 0           | 0          | 1              | 0              | 0              | 0              | 1                                  | 0                                  | 0                                  | 0                                  | 1           | 0           | 0           | 0           | 13       | 0     | 0           | 0          |
| Gheorghe Hagi       | 19       | 12     | 3           | 0          | 3              | 1              | 2              | 0              | 15                                 | 4                                  | 0                                  | 1                                  | 2           | 1           | 1           | 0           | 39       | 18    | 6           | 1          |
| Kerem İnan          | 1        | 0      | 0           | 0          | 1              | 0              | 0              | 0              | 0                                  | 0                                  | 0                                  | 0                                  | 0           | 0           | 0           | 0           | 2        | 0     | 0           | 0          |
| Vedat İnceefe       | 1        | 0      | 0           | 0          | 0              | 0              | 0              | 0              | 0                                  | 0                                  | 0                                  | 0                                  | 0           | 0           | 0           | 0           | 1        | 0     | 0           | 0          |
| Tolunay Kafkas      | 0        | 0      | 0           | 0          | 0              | 0              | 0              | 0              | 0                                  | 0                                  | 0                                  | 0                                  | 1           | 0           | 0           | 0           | 1        | 0     | 0           | 0          |
| Suat Kaya           | 28       | 1      | 4           | 0          | 4              | 0              | 1              | 0              | 13                                 | 0                                  | 6                                  | 0                                  | 2           | 0           | 0           | 0           | 47       | 1     | 11          | 0          |
| Tugay Kerimoğlu     | 10       | 1      | 5           | 0          | 1              | 0              | 0              | 0              | 5                                  | 1                                  | 0                                  | 0                                  | 1           | 0           | 1           | 1           | 17       | 2     | 6           | 1          |
| Bülent Korkmaz      | 22       | 0      | 2           | 0          | 3              | 1              | 0              | 0              | 8                                  | 0                                  | 1                                  | 0                                  | 1           | 0           | 0           | 0           | 34       | 1     | 3           | 0          |
| Márcio Mixirica     | 23       | 9      | 5           | 0          | 5              | 3              | 1              | 0              | 6                                  | 0                                  | 0                                  | 0                                  | 0           | 0           | 0           | 0           | 34       | 12    | 6           | 0          |
| Ceyhun Müderrisoğlu | 0        | 0      | 0           | 0          | 1              | 0              | 0              | 0              | 0                                  | 0                                  | 0                                  | 0                                  | 0           | 0           | 0           | 0           | 1        | 0     | 0           | 0          |
| Ergün Penbe         | 28       | 1      | 0           | 0          | 3              | 0              | 0              | 0              | 13                                 | 0                                  | 1                                  | 0                                  | 1           | 0           | 0           | 0           | 45       | 1     | 1           | 0          |
| Gheorghe Popescu    | 25       | 2      | 2           | 0          | 3              | 0              | 2              | 0              | 14                                 | 0                                  | 1                                  | 0                                  | 2           | 0           | 1           | 0           | 44       | 2     | 6           | 0          |
| Hasan Şaş           | 25       | 3      | 3           | 0          | 5              | 1              | 1              | 0              | 13                                 | 1                                  | 3                                  | 0                                  | 0           | 0           | 0           | 0           | 43       | 5     | 7           | 0          |
| Hakan Şükür         | 32       | 14     | 1           | 0          | 3              | 1              | 0              | 0              | 17                                 | 10                                 | 2                                  | 0                                  | 2           | 0           | 0           | 0           | 54       | 25    | 3           | 0          |
| Cláudio Taffarel    | 30       | 0      | 1           | 0          | 3              | 0              | 2              | 0              | 16                                 | 0                                  | 1                                  | 1                                  | 2           | 0           | 0           | 0           | 51       | 0     | 4           | 1          |
| Alper Tezcan        | 1        | 0      | 0           | 0          | 0              | 0              | 0              | 0              | 1                                  | 0                                  | 0                                  | 0                                  | 0           | 0           | 0           | 0           | 2        | 0     | 0           | 0          |
| Hakan Ünsal         | 16       | 1      | 2           | 0          | 1              | 1              | 0              | 0              | 12                                 | 1                                  | 3                                  | 0                                  | 2           | 1           | 0           | 0           | 31       | 4     | 5           | 0          |
| Rasim Vardar        | 0        | 0      | 0           | 0          | 0              | 0              | 0              | 0              | 0                                  | 0                                  | 0                                  | 0                                  | 0           | 0           | 0           | 0           | 0        | 0     | 0           | 0          |
| Sergen Yalçın       | 18       | 4      | 2           | 0          | 3              | 2              | 2              | 0              | 0                                  | 0                                  | 0                                  | 0                                  | 0           | 0           | 0           | 0           | 21       | 6     | 4           | 0          |
| Ahmet Yıldırım      | 17       | 2      | 3           | 0          | 1              | 0              | 0              | 0              | 13                                 | 0                                  | 0                                  | 0                                  | 1           | 0           | 0           | 0           | 32       | 2     | 3           | 0          |
| Mehmet Yozgatlı     | 9        | 0      | 0           | 0          | 2              | 1              | 0              | 0              | 1                                  | 0                                  | 0                                  | 0                                  | 2           | 0           | 0           | 0           | 14       | 1     | 0           | 0          |